# Ябланичский округ
Ябланичский округ (серб. Јабланички управни округ) — округ в юго-восточной части Сербии, относится к статистическому региону Южная и Восточная Сербия.

## Административное деление
Территория округа поделена на 6 единиц местного самоуправления:
- Лесковац (городское поселение)
- Бойник (община)
- Лебане (община)
- Медведжя (община)
- Власотинце (община)
- Црна Трава (община)

## Население
На территории округа проживает 199 901 сербов (92,4 %), 11 436 цыган (5,3 %), 548 албанцев (0,3 %) и другие народы (2011).